# Edwin Vurens
Edwin Vurens (Stompwijk, 6 giugno 1968) è un allenatore di calcio ed ex calciatore olandese.

## Biografia
Nasce a Stompwijk presso Leidschendam-Voorburg, città dell'Olanda Meridionale, Paesi Bassi.

## Caratteristiche tecniche
Era un centravanti.

## Palmarès

### Club

#### Competizioni nazionali
- Campionato svizzero: 1

Servette: 1998-1999